# Jacques-Émile Ruhlmann

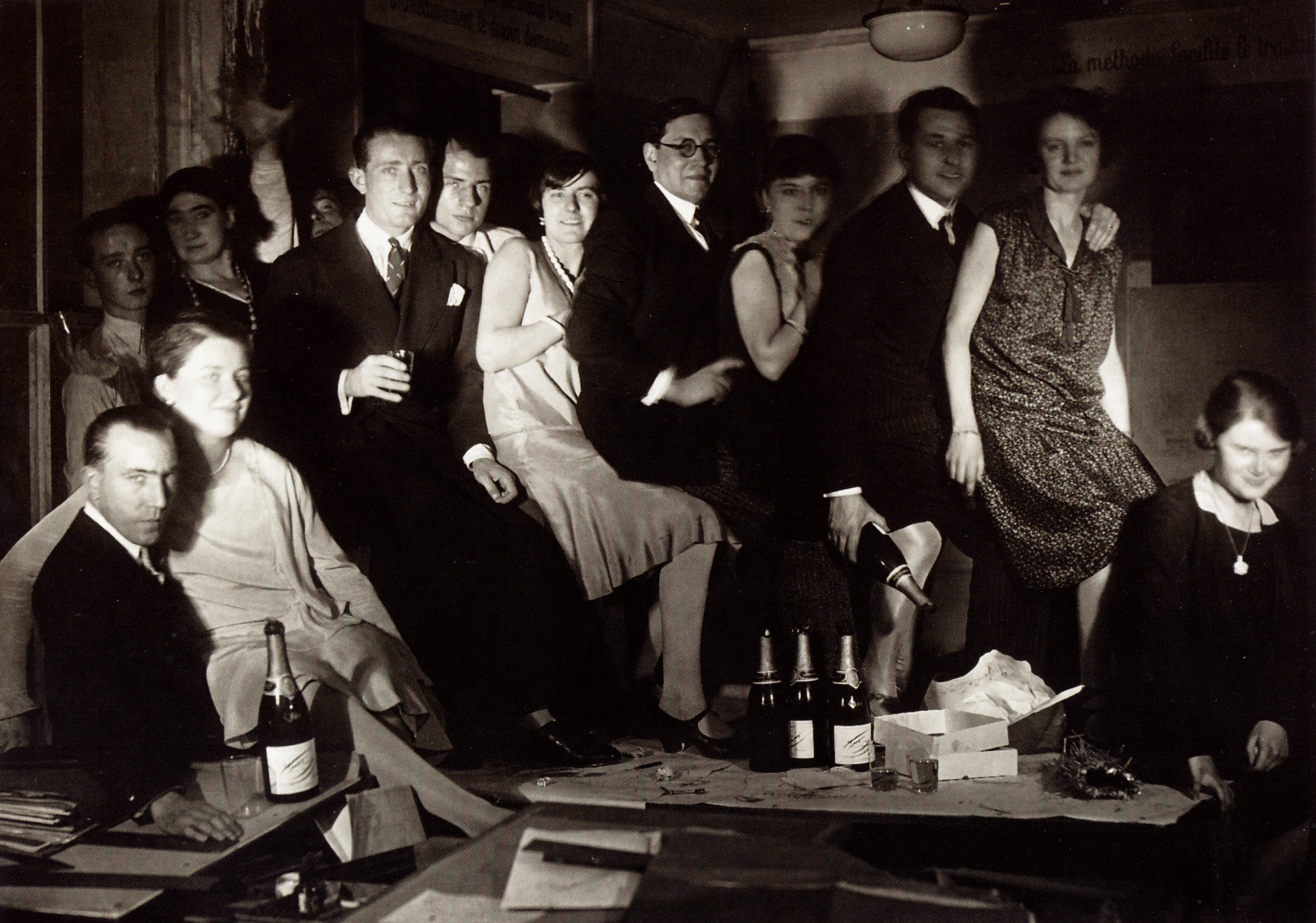
L'équipe dell'atelier di design di Ruhlmann, 27 rue de Lisbonne a Parigi, 1931

Jacques-Émile Ruhlmann (Parigi, 28 agosto 1879 – Parigi, 1933) è stato un designer francese.

## Biografia

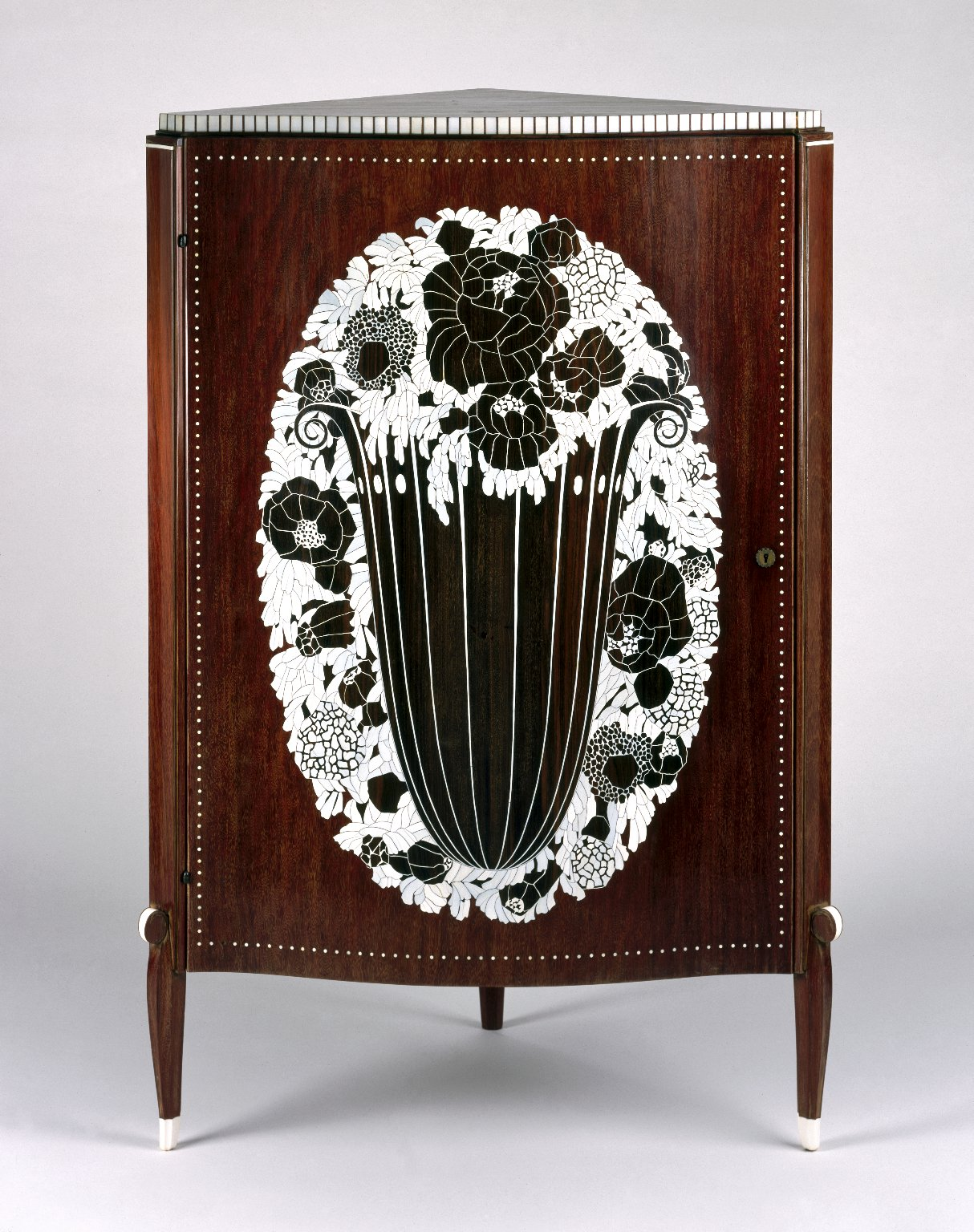
Corner Cabinet, ca. 1923

Il designer, arredatore e mobiliere parigino di origine alsaziana acquistò larga notorietà in Europa intorno agli anni venti del Novecento, grazie alla pregevole produzione della ditta di interior design costituita nel 1919 a Parigi in società con Pierre Laurent, specializzata principalmente in opere di ebanisteria. L'atelier Ruhlmann e Laurent si servì di laboratori artigiani esterni fino al 1923, quando venne creato un proprio laboratorio, ampliato nel 1927.
Notevole pubblicità ricevette la ditta dalla partecipazione nel 1925 all'Esposizione Internazionale di Arti Decorative tenutasi a Parigi. All'interno della curiosa architettura Déco a gradoni del padiglione du Collectionneur, progettata dall'architetto Pierre Patout sotto la direzione di Ruhlmann, la finezza della partitura architettonica, dei parati e dei tappeti, degli arredi fissi e dei mobili, specie nel salotto ottagono, arieggiava il pacato linearismo, la giusta misura e la chiarità di certi ambienti domestici del secondo Settecento francese.
I mobili di Ruhlmann e Laurent erano particolarmente ricercati e lussuosi. Rinnovavano in elegante chiave moderna i fasti dell'ebanisteria parigina dei tempi di Luigi XV, di Luigi XVI e dell'Impero, riecheggiandone alcune caratteristiche formali, oltre all'analogo impiego di tecniche e materiali pregiati.